# Tarcza sterująca
Tarcza sterująca - element sterujący, odpowiedzialny za zmianę kąta natarcia łopat wirnika w śmigłowcach.

## Historia
Tarcza sterująca została wynaleziona w 1911 r. przez B.N. Juriewa.

## Animacje

Tarcza sterująca w ustawieniu normalnym.
Zmniejszenie skoku ogólnego poprzez podniesienie tarczy sterującej. Umiejscowienie popychacza od strony krawędzi spływu powoduje zmniejszenie kąta nastawienia łopaty.
Pochylenie tarczy realizuje sterowanie okresowe łopatą. Zauważalna zmiana kąta nastawienia łopaty podczas obrotu.